# Someșul Mare
Someșul Mare (Veliki Samoš, mađ. Nagy-Szamos) je rijeka u sjeverozapadnoj Rumunjskoj, koja izvire u županiji Bistrița-Năsăud, u planinama Rodna, na sutoku dvaju izvorišnih vodotoka — Preluci i Zmeu. Someșul Mare teče prema zapadu kroz Rodnu, Năsăud i Beclean, do sutoka sa Someșul Micom kod Mice, uzvodno od Deja. Duljina joj je 130 km, a površina porječja 5,033 km2. Nizvodno od ušća u Someșul Mic, rijeka se zove Samoš.

## Gradovi i sela
Sljedeći gradovi i sela nalaze se duž rijeke Someșul Mare, od izvora do ušća: Șanț, Rodna, Maieru, Sângeorz-Băi, Ilva Mică, Feldru, Năsăud, Salva, Nimigea, Chiuza, Beclean, Petru Rareș, Mica.

## Pritoke
Sljedeće rijeke su pritoke rijeke Someșul Mare: 
Lijevo: Măria, Valea Mare, Cârțibavul Mare, Ilva, Târgul, Frâu, Valea Carelor, Bratoșa, Șieu, Meleș, Valea Viilor
Desno: Gagi, Cobășel, Pârâul Băilor, Anieș, Maieru, Cormaia, Borcut, Feldrișel, Valea lui Dan, Rebra, Gersa, Valea Caselor, Valea Podului, Sălăuța, Runc, Țibleș, Între Hotare, Ilișua, Valea Mare, Lelești, Gârbăul Dejului